# Maria Vieira

Maria João Ferreira Saldanha (Portugal, 2 de março de 1957), mais conhecida como Maria Vieira, é uma ex-atriz e política portuguesa. Do início da década de 1980 ao fim da década de 2010, participou em dezenas de projetos na televisão, no teatro e no cinema.
A partir da segunda metade da década de 2010, Maria Vieira passou a ser alvo frequente de foco mediático devido ao conteúdo polémico das suas publicações online - nomeadamente no Facebook (cujas diretrizes violou pelo menos três dezenas de vezes, tendo tido pelo menos já três contas naquela plataforma) -, tendo essa sua faceta eclipsado o mediatismo dos seus trabalhos enquanto atriz. Nos seus textos e partilhas online, Maria Vieira vale-se muito frequentemente de discurso de ódio,  de teorias da conspiração e de fake news, ao mesmo tempo que glorifica narrativas relacionadas com a alt-right e a ditadura do Estado Novo.
Em 2020, tornou-se mandatária de André Ventura, candidato do Chega nas eleições presidenciais de 2021, e em 2021 foi eleita deputada da Assembleia Municipal de Cascais, pelo mesmo partido.
Descreve-se no seu perfil da rede social X como "Atriz, Autora e Deputada municipal", assim como "ativista".
Anunciou a sua retirada da vida artística em 2023, cinco anos depois de ter entrado na sua última produção.
É conhecida pelo apelido carinhoso de "Parrachita", pelo qual passou a ser apelidada vários anos antes de o seu trabalho como atriz passar a ter menos destaque que outras atividades.

## Carreira como atriz
Filha de João Saldanha e de Maria Helena Ferreira Saldanha, estreou-se como atriz em 1981 - numa altura em que ainda era conhecida como Maria João Vieira da Cruz -, no extinto Teatro Ádóque, com a peça Paga as favas; interpretação que lhe valeu, de imediato, o Troféu Nova Gente como Revelação do Teatro de Revista, tendo no ano seguinte sido agraciada com o Prémio da Imprensa, na categoria de Teatro Ligeiro.
Na televisão, começa por colaborar com Júlio Isidro, no programa Festa é Festa.
Mais tarde, inicia uma longa relação profissional com Herman José, que a leva a integrar o elenco das sitcoms Hermanias (1984), Humor de Perdição (1987), Casino Royal (1989), Crime na Pensão Estrelinha (1990), Herman SIC (2000/06), Serafim Saudade - o regresso do herói (2001), O Maravilhoso Destino de Diácono Remédios (2002) ou Hora H (2007), onde interpretou Dona Coisinha, papel que a levou a entrar em rutura com Herman José, pelo facto de Dona Coisinha ser uma personagem que está constantemente deitada no chão.
Participa ainda no popular concurso apresentado por Carlos Cruz 1, 2, 3 (1985), nos espetáculos teatrais para televisão Grande Noite (1990 - 1993), de Filipe La Féria, e na série Alentejo sem Lei (1991), de João Canijo. Em 1993, apresenta o concurso Encontros Imediatos (1993), numa então recentemente criada SIC. Além disso, fez rábulas no Portugal no Coração, talk show da tarde da RTP1, nos anos de 2007 e 2008. Trabalhou também no Brasil, interpretando a personagem Aurora na telenovela Negócio da China (2008/2009) e a personagem Brites na telenovela Aquele Beijo (2011/2012). Ambas as telenovelas são da autoria de Miguel Falabella, amigo de Vieira, e foram emitidas na TV Globo. Em janeiro de 2018, estreia Brasil a Bordo, série também da autoria de Falabella e que foi disponibilizada na plataforma OTT da TV Globo, a Globoplay. Maria Vieira interpreta uma das protagonistas desta produção, São José da Beira. Nesta série, contracena com o próprio autor, com Arlete Salles, Marcos Caruso, Luis Gustavo e Stella Miranda, entre outros destacados atores brasileiros. No final da década de 2010, integrou o elenco da série brasileira Despejados, destinada ao serviço OTT da operadora NET, a NET NOW. Não é claro se a série acabou por ser disponibilizada ao público ou se acabou "engavetada".
Ao longo da sua carreira trabalhou com os encenadores Francisco Nicholson, Filipe La Féria, Fernando Gomes, Carlos Avilez, Mário Viegas e António Pires, sendo o seu último trabalho no teatro o monólogo A Boba - uma peça inspirada na história de Pedro e Inês -, de Maria Estela Guedes, dirigida por Carlos Avilez, no Teatro Experimental de Cascais e noutros locais de Portugal.
Em abril de 2010, foi galardoada com um Troféu TV 7 Dias como melhor atriz na categoria de humor, referente ao ano de 2009.
Em 2013, estreou-se no cinema francês com o filme A Gaiola Dourada, de Ruben Alves, onde interpreta o papel de Rosa.
Também em 2013, tem uma participação esporádica no programa 5 Para a Meia-noite, onde interpreta a personagem Maria Dona do Dilema, uma sátira a Maria Helena Martins, uma conhecida cartomante portuguesa
Fez parte do elenco do espetáculo A Grande Revista À Portuguesa, dirigido por Filipe Lá Féria, no Teatro Politeama.
Integrou o elenco de Os Filhos do Rock, série de época exibida na RTP em 2013 e 2014.
Em 2014 ganhou o Prémio Lumen, na Categoria de Atriz de Comédia, atribuído pela RTP.
Em 2015, estreia-se no cinema alemão, integrando o elenco de Before Dawn, um filme sobre a vida do escritor austríaco Stefan Zweig, dirigido pela realizadora germânica Maria Schrader.
Em julho de 2015, dirigida por Carlos Avilez, estreia a peça Peer Gynt, de Henrik Ibsen, no Teatro Experimental de Cascais, interpretando o papel de Aase.
Ainda em julho de 2015, volta à RTP para integrar o elenco do «Focus Group» no programa Agora Escolha.
Em abril de 2016, sob a direção de João Mota, estreia, no Teatro da Comuna, a peça O Último dos Românticos,  baseada na obra The Last Of Red Hot Lovers, do dramaturgo americano Neil Simon.
Em julho de 2016, é lançado o remake do filme A Canção de Lisboa, realizado por Pedro Varela, onde interpreta o papel de uma das «famosas» tias do personagem Vasco Leitão.
Em setembro de 2016, integra o núcleo protagonista de Mulheres Assim, série de 20 episódios transmitida na RTP.
Volta às salas de cinema portuguesas a 21 de fevereiro de 2019, como uma das protagonistas do filme Portugal Não Está À Venda, de André Badalo, ao lado de Rita Pereira, Pedro Teixeira, Ana Zanatti, Dalila Carmo e Maria José Paschoal. Também em 2019, estreou-se a curta No Fim da Linha..., que conta com a participação de Maria Vieira. Das produções em que Maria Vieira entrou, esta foi a última a estrear.
Em janeiro de 2020, declarou ser ostracizada e marginalizada no meio artístico devido às suas posições políticas conservadoras e de direita. De igual modo, em junho de 2022, declarou ter sido afastada de Travessia - telenovela cujo elenco inclui a atriz portuguesa Noémia Costa -, da TV Globo, por ser  “conservadora, de direita e apoiante de Jair Bolsonaro", então Presidente do Brasil. No entanto, a TV Globo afirmou que vetou a participação de Vieira na telenovela devido ao facto de esta última se ter recusado a tomar a vacina contra a CoVid-19. Em reação a isto, Vieira apelido a TV Globo de "antro de homossexuais e pedófilos".
Em agosto de 2023, Vieira afirmou que tinha sido graças a Francisco Nicholson que se tinha tornado atriz e que tinha sido Júlio Isidro a abrir-lhe as portas da televisão, desconsiderando todas as outras pessoas com que colaborou como sendo "apenas colegas com que [contracenou]“.
Em setembro de 2023, e em resposta a um utilizador da rede social X - que lhe perguntou se se havia retirado completamente da vida artística -, Maria Vieira afirmou que já não tinha interesse em fazer TV e que estava concentrada na sua "[atividade] como Deputada Municipal" e na sua então "recente integração no Gabinete de Estudos de Cultura e Identidade da Distrital de Lisboa do CHEGA". No mesmo mês, anunciou o fim da sua carreira como atriz, afirmando que tinha deixado de ser convidada para produções artísticas desde o final de 2016, quando assumiu ser conservadora e de direita. No mês seguinte, e ainda a propósito de ter decidido abandonar a representação, Maria Vieira escreveu na rede social X que "[seria] "recordada como uma das [atrizes] portuguesas mais prestigiadas e mediáticas", acrescentando ainda o seguinte: "Batalhei e sofri muito durante meus 40 anos de carreira. Fiz muitas coisas boas no teatro e no cinema, e fiz muita porcaria na televisão para garantir meu futuro financeiro."

### Projetos em que participou
| Ano       | Projeto                                   | Personagem         | Canal      | Notas                    |
| --------- | ----------------------------------------- | ------------------ | ---------- | ------------------------ |
| 1982      | Tá Entregue à Bicharada                   | Várias personagens | RTP        | Teatro de revista        |
| 1985      | Arroz Doce                                | Várias personagens | RTP        | Programa de Júlio Isidro |
| 1986      | Ora Agora Conto Eu...                     | Narradora          | RTP        |                          |
| 1987/1988 | Humor de Perdição                         | Maria              | RTP        | Série com Herman José    |
| 1988      | Lá em Casa Tudo Bem                       | Clotilde           | RTP        | Pequena participação     |
| 1989      | Casino Royal                              | Maribel            | RTP        | Série com Herman José    |
| 1990      | Alentejo Sem Lei                          | Maria do Cerro     | RTP        | Minissérie               |
| 1990      | Crime na Pensão Estrelinha                | Estrelinha         | RTP        | Especial Fim de Ano      |
| 1991      | Hermanias (Especial)                      | Várias personagens | RTP        | Especial Fim de Ano      |
| 1992      | Grande Noite                              | Várias personagens | RTP        | Pequena participação     |
| 1992/1993 | Giras e Pirosas                           |                    | SIC        | Série                    |
| 1993      | Encontros Imediatos                       | Ela própria        | SIC        | Apresentadora            |
| 1994/1995 | Trapos e Companhia                        | Maria José (Zé)    | TVI        | Série                    |
| 1994/1995 | Mini Chuva de Estrelas                    | Ela própria        | SIC        | Jurada                   |
| 1995      | Os Andrades                               | Dulce              | RTP        | Pequena participação     |
| 1996      | Marlowe                                   | Josefina           | RTP        | Teatro televisivo        |
| 1997      | A Maluquinha de Arroios                   | Perpétua Rodrigues | RTP        | Teatro televisivo        |
| 1998      | Paris Hotel                               | Madame Bastien     | RTP        |                          |
| 1998      | As Lições do Tonecas                      |                    | RTP        | Pequena participação     |
| 1998      | Bom Baião                                 |                    | SIC        | Pequena participação     |
| 1998      | Um Sarilho Chamado Marina                 |                    | SIC        | Pequena participação     |
| 1999      | Jornalistas                               | Tucha              | SIC        | Pequena participação     |
| 1999      | A Última Noite                            | Várias personagens | RTP        | Especial Fim de Ano      |
| 2000      | A Senhora Ministra                        | Maria da Ajuda     | RTP        | Série                    |
| 2000      | Nelo e Idália (Especial)                  | Várias personagens | SIC        | Especial de Natal        |
| 2001      | Serafim Saudade - O Regresso do Herói     | Vanette            | SIC        | Especial                 |
| 2001      | Odisseia na Tenda                         | Aurora             | SIC        | Especial Fim de Ano      |
| 2002      | Massapão                                  | Várias personagens | SIC        | Especial                 |
| 2002      | O Maravilhoso Destino de Diácono Remédios |                    | SIC        | Especial                 |
| 2003      | As Boas Entradas                          |                    | SIC        | Especial Fim de Ano      |
| 2004      | Papéis ReSIClados                         | Várias personagens | SIC        | Série com Herman José    |
| 2000/2005 | HermanSIC                                 | Várias personagens | SIC        | Série com Herman José    |
| 2007/2008 | Hora H                                    | Dona Coisinha      | SIC        | Série com Herman José    |
| 2008/2009 | Negócio da China                          | Aurora             | Rede Globo |                          |
| 2009      | 7 Vidas                                   | Lurdes             | SIC        | Série                    |
| 2010      | A Gala das Galas                          | Várias personagens | RTP        | Especial Fim de Ano      |
| 2011/2012 | Aquele Beijo                              | Brites Santelmo    | Rede Globo | Telenovela               |
| 2013      | A Mãe do Senhor Ministro                  | Laurentina         | RTP        | Pequena participação     |
| 2013      | 5 para a Meia-Noite                       | Maria Dilema       | RTP        | Pequena participação     |
| 2013/2014 | Os Filhos do Rock                         | Maria dos Prazeres | RTP        | Série                    |
| 2014      | Grande Revista à Portuguesa               | Várias personagens | RTP        | Teatro de revista        |
| 2015      | Água de Mar                               | Benilde Pereirinha | RTP        | Pequena participação     |
| 2015      | Agora Escolha                             | Dona Rita          | RTP        |                          |
| 2016      | Nelo e Idália                             | Carlos Alberto     | RTP        | Pequena participação     |
| 2016      | Mulheres Assim                            | Graziela           | RTP        | Série                    |
| 2016      | Stefan Zweig: Adeus, Europa               | Ana de Oliveira    |            | Longa-metragem           |
| 2017      | Brasil a Bordo                            | São José           | Rede Globo | Humorístico              |
| 2019      | Portugal Não Está à Venda                 | Leonor Dias        |            | Longa-metragem           |
| 2019      | No Fim da Linha...                        | Filipe Almeida     |            | Curta-metragem           |

## Prémios
| Ano  | Premiação            | Categoria                         | Trabalho            | Resultado |
| ---- | -------------------- | --------------------------------- | ------------------- | --------- |
| 1981 | Troféu Nova Gente    | Teatro de Revista - Revelação     | Paga as Favas       | Venceu    |
| 1982 | Prémio da Imprensa   | Teatro Ligeiro                    |                     | Venceu    |
| 2010 | Troféus de Televisão | Melhor Atriz de Comédia/Humorista | Portugal no Coração | Venceu    |
| 2014 | Prémio Lumen         | Atriz de Comédia da Ficção da RTP |                     | Venceu    |

## Publicações
Publicou vários livros sobre as suas viagens, em coautoria com o marido, Fernando Rocha. Em 2004, deu à estampa "Viagens da Parrachita", seguindo-se "As Minhas Viagens" em 2005 e "Às Voltas com o Mundo" no ano seguinte. Em 2010, publicou "A Descoberta do Brasil por Maria Vieira e Fernando Rocha", que possui prefácio de Miguel Falabella.
Em agosto de 2017, publica o seu quinto livro, "Maria no País do Facebook", o primeiro que assina a solo depois dos quatro livros de viagens publicados em coautoria com o marido. A obra compila uma série de textos escritos pela autora na sua página de Facebook.

## Atividade política

### Filiação política inicial e posição atual em relação à mesma
O seu pai era antifascista e militante do Partido Comunista Português (PCP), no qual a própria se chegou a filiar após o 25 de Abril de 1974, tendo-se desfiliado antes de 1981 (ano em que uma pessoa ligada ao PCP ainda tentou que ela se filiasse de novo, sem sucesso), por "perceb[er] rapidamente que tinha de concordar com todas as ideias e posições do partido, e havia muitas com as quais não concordava". Participou na manifestação do 1.º de Maio de 1974. Atualmente, considera que "o comunismo e o socialismo nunca resultaram, não resultam e nunca resultarão" e que existem "parecenças [do PCP] com o antigo regime [o do Estado Novo]. Enquanto o outro era fascismo de direita, este era fascismo de esquerda". Refere que em 1981 "ainda tinha ideias de esquerda, mas através dos livros que [leu], de amigos com ideias diferentes, e das viagens que [fez], [percebeu] que estava errada, que o socialismo e o comunismo se baseiam em sistemas totalitários, ditaduras de esquerda" Atualmente, Maria Vieira afirma acreditar "na meritocracia, no talento, no pluralismo ideológico e na economia de mercado - não no capitalismo selvagem, que explora os trabalhadores". Em agosto de 2023, Vieira escreveu um post em que afirma que "a Esquerda é uma doença mental para a qual ainda não se encontrou um tratamento eficaz e definitivo. Só tem 3 espécies de esquerdistas: os ingénuos, os idiotas e os canalhas!"

### Relação com o Chega e André Ventura
Em janeiro de 2020, assumiu-se politicamente como conservadora e de direita, e apoiante do partido Chega e do seu líder, André Ventura, declarando ainda ser fã de Jair Bolsonaro. Mais tarde, em março de 2022, num post alusivo ao Dia da Visibilidade Trans no Facebook - rede de onde Maria Vieria já foi temporariamente suspensa 30 vezes e que a mesma apelida pejorativamente de "Foiceburka" -, a atriz manifestou também a sua admiração por Donald Trump, Vladimir Putin - pouco mais de um mês depois de se ter iniciado a invasão russa da Ucrânia -, Marine Le Pen, Matteo Salvini, Santiago Abascal, Geert Wilders, Viktor Órban, Giorgia Meloni e Mateusz Morawiecki.
Em junho de 2020, participou na contramanifestação "Portugal não é racista", organizada pelo partido Chega, como reação aos protestos antirracistas globais decorrentes do assassinato de George Floyd, tendo desfilado então na Avenida da Liberdade ao lado do líder do partido, André Ventura, no que diz ter sido um dos momentos mais emocionantes da sua vida. No mês seguinte, participou igualmente numa segunda contramanifestação, com o mesmo tema e organizada pelo mesmo partido, na sequência do assassinato do ator português Bruno Candé, vítima de crime de ódio racial.
Em julho de 2020 foi convidada por André Ventura, líder e então deputado único do partido Chega - caraterizado como sendo de extrema-direita, direita radical e/ou direita populista -, na Assembleia da República para ser sua mandatária junto das comunidades emigrantes portuguesas, assim que este oficializasse a sua candidatura às eleições presidenciais de 2021. Ventura afirmou que escolheu Maria Vieira por esta ser “uma cara conhecida dos portugueses da diáspora, com sucesso e muito acarinhada”, "[que [tinha] defendido de forma] intransigente os valores portugueses”, o que se enquadra de forma perfeita na sua candidatura. Maria Vieira aceitou imediatamente o convite, afirmando também identificar-se completamente, ela própria, com André Ventura. Apesar de o Chega ser correntemente identificado como partido da extrema-direita pelas suas posições, a atriz recusa, esta descrição, defendendo o partido e o seu candidato, e preferindo o termo "partido de extrema-necessidade".
Sobre os ataques e insinuações feitas por André Ventura aos candidatos às presidenciais de 2021 Marisa Matias, Ana Gomes e João Ferreira, assim como a Jerónimo de Sousa, então líder do PCP, durante um jantar-comício num hotel de Viseu, no decorrer da sua campanha eleitoral, afirmou não ter ficado chocada, que os "levou para a brincadeira" e que André Ventura "não fez por mal", que "estava bem-disposto, estava divertido"  e "não fez com intenção de os ofender e humilhar". No mesmo jantar, que também comemorava o aniversário de André Ventura, este teve os parabéns cantados por Maria Vieira, que quis "imitar a [sua] colega Marilyn Monroe e oferecer a mesma prenda que ela ofereceu ao Kennedy".
Em novembro de 2020, atacou Miguel Sousa Tavares num post, perguntando, após a entrevista a André Ventura, se o comentador da TVI "dava forte no bagaço".
Segundo um artigo publicado no site Terra em janeiro de 2021, devido às posições políticas de Vieira, a mesma "passou a ser vista como reacionária e traidora da classe artística" em Portugal.
No dia 6 de maio de 2021, Vieira anunciou, no seu Facebook, que seria candidata à Assembleia Municipal de Cascais, nas eleições autárquicas desse mesmo ano, pelo Chega, numa lista encabeçada por Diogo Pacheco de Amorim - que em janeiro de 2022 acabaria por ser eleito deputado à Assembleia da República -, figurando no 3.º lugar da lista. Em setembro do mesmo ano, Vieira acabou por ser um dos três membros eleitos do partido para a Assembleia Municipal cascalense. Em outubro de 2023, anunciou na rede social X que se candidatará novamente à Assembleia Municipal de Cascais em 2025.
Maria Vieira candidatou-se ao cargo de deputada na Assembleia da República nas eleições legislativas de 2022, pelo círculo eleitoral de Lisboa, tendo figurado no nono lugar dessa lista. Acabou por não ser eleita.
Em 26 de outubro de 2024, participou na contramanifestação do Chega em "defesa da Polícia", em reação ao protesto do movimento Vida Justa, que reagiu deste modo ao homicídio de Odair Moniz por parte de uma agente policial.

## Atividade em redes sociais

### Contas
Maria Vieira já possuiu pelo menos três contas no Facebook, onde estava inscrita pelo menos desde 2014 Com a primeira, violou as diretrizes da comunidade pelo menos três dezenas de vezes, até essa conta ser definitivamente suspensa. Em 2022, inscreveu-se no Twitter - ainda antes da compra da plataforma por parte de Elon Musk - e essa sua conta acabaria suspensa temporariamente duas vezes, pelas mesmas razões. A segunda suspensão foi mais longa e Vieira apenas recuperaria o acesso à conta no ano seguinte. Alguns meses depois, a conta seria definitivamente suspensa. Nessa altura, surgiu no X (ex-Twitter) uma conta do marido de Maria Vieira, em que se abordavam os mesmos assuntos, com praticamente o mesmo estilo de escrita (apenas com um maior e mais explícito uso de palavrões no uso de discurso de ódio e em ataques pessoais a outros utilizadores da plataforma do que aquele que Vieira utiliza). A conta seria suspensa por violação das regras da comunidade uns meses depois. Em 2024, Vieira regressou ao Facebook, foi suspensa, criou outra conta na plataforma, e foi suspensa de novo. Sem acesso ao Facebook e ao X, criou, nos últimos meses de 2024, uma conta no Instagram, que acaba por ser suspensa em janeiro de 2025, mais uma vez por violação das regras da comunidade. Depois desta suspensão no Instagram, a sua conta no X acabaria por ser desbloqueada.
Abaixo apresentam-se os temas que Maria Vieira aborda frequentemente nos seus posts desde 2016.

### Posição em relação ao consenso das alterações climáticas provocadas por ação humana
Em janeiro de 2018, a propósito de uma onda de frio que então atingia os Estados Unidos, referiu-se às alterações climáticas como "uma trafulhice inventada pelas elites económicas e sociais, fomentadas e lideradas por canalhas e mentirosos como George Soros, Al Gore, Barack Obama e toda aquela corja de criminosos que ocupam as cadeiras da ONU”, recebendo reações da antiga colega de cena, Ana Bola, que apelidou a opinião de Maria Vieira como “um fait divers que merece ser lido” e "como ir ver a mulher barbuda ao circo”. Em 2020, afirmou que  aquecimento global era inexistente.
E 2 de agosto de 2023, Vieira partilhou uma foto sua na piscina de sua casa, escrevendo o seguinte: "Como o Gugu da ONU alertou (ou seja, aldrabou) que a patranha do «Aquecimento Global» deu recentemente lugar à patranha da «Ebulição Global», eu passo agora cada vez mais tempo nesta zona da minha casa para ebulir em lume brando..."
No dia 20 do mesmo mês, partilhou uma imagem viral, que supostamente seria um recorte de um jornal, com a data de 2 de setembro de 1930, em que se dá conta de que no dia 17 de agosto desse ano se teriam registado 68,2º C ao sol em Lisboa, afirmando o seguinte: "...segundo os aldrabões da TV só agora, por causa da tanga das «Alterações Climáticas» é que faz 35º em Agosto!" A inveracidade do tal suposto recorte foi comprovada pelo site português de fact-checking Polígrafo cinco dias depois da partilha de Vieira.

### Posição em relação a temas raciais e do racismo, xenofobia e postura antirrefugiados
Em 2017, Maria Vieira escreveu na sua página do Facebook o seguinte: "Os muçulmanos têm que ser expulsos do nosso continente, a bem ou a mal!"
Em 2023 - três anos após Maria Vieira ter participado na contramanifestação "Portugal não é racista" -, chamou Barack Obama de "racista da pior espécie", afirmando também que "o racismo de pretos contra brancos [seria] incomensuravelmente superior ao racismo de brancos contra pretos".
Em agosto de 2023, ao comentar uma notícia que dava conta de declarações que André Ventura fez acerca dos habituais incêndios florestais que deflagram em Portugal, especialmente durante o verão, afirmou que "muitos [dos incendiários] nem portugueses são", sem apresentar qualquer prova para estas afirmações.
Em setembro de 2023, escreveu, em resposta a um comentário de teor racista a um post seu na rede social X, de Elon Musk, o seguinte: "Os pretos, desde que sejam heterossexuais e que façam filhos lá na terra deles, em África, não me incomodam nada." No mesmo mês, utilizou uma imagem datada de 2016 e partilhada pela ACNUR que mostra um casal berlinense e um refugiado adulto sírio que o mesmo casal resolveu acolher na sua casa para deixar um comentário repleto de escárnio, fazendo um jogo de palavras entre "refugiado" e "jiadista", como já fez em vários posts naquela rede social: "A esposa está claramente radiante por ter «adoptado» o «refugiadista» barbudo, mas se olharmos bem para a postura do esposo, ficamos com a ideia de que o referido «refugiadista» também vai ser obrigado a aviá-lo nas horas vagas..." No mesmo mês, e em resposta a um utilizador do X, que afirmou, referindo-se à atleta luso-camaronesa Auriol Dongmo e a um recorde nacional batido pela mesma, que "[Portugal andava] a vender a alma a mercenários africanos em troca de uns metais reluzentes", Maria Vieira respondeu o seguinte: " Portugal já não é um país, é uma lixeira a céu aberto, disposta a receber todo o lixo do 3º mundo!" Para além disso, fez a seguinte afirmação, em relação à crise migratória na ilha italiana de Lampedusa: "Fora com os invasores! O exército italiano tem que começar a alvejar os barcos carregados de pretos e de islamitas". Ainda nesse mês de setembro, e em resposta ao post de uma página supremacista branca do X (que se dedica a mostrar fotos, vídeos e notícias de pessoas não-caucasianas, não-portuguesas ou de pessoas que pertençam a minorias étnicas dentro do contexto da sociedade portuguesa em situações criticáveis ou mesmo criminosas) e que, neste caso, mostrava um vídeo onde um homem negro que, se expressando em parte em português europeu, verbalizava impropérios misóginos e racistas, assim como a outro utilizador da plataforma, Maria Vieira afirmou que "[as] pessoas [deviam] procriar entre a sua própria raça para que o mundo seja realmente diversificado", caso contrário "qualquer dia seremos todos castanhos mais claro ou mais escuros". Mais tarde, o luso-brasileiro Marcus Santos, Vice-Presidente da Comissão Política Distrital do Porto do Chega e Conselheiro Nacional do mesmo partido, comentou o mesmo post com a seguinte afirmação: "Era coloca-lo (sic) num paredão de fuzilamento e deixar que o Che Guevara fizesse o resto..." Maria Vieira comentou a reposta de Santos, congratulando-o do seguinte modo: "Isso é que era de valor." No mesmo mês, e ainda tendo em conta a mesma crise migratória, Vieira afirmou: "Do que essa tropa de «imigras» ilegais e de «refugiadistas» precisa é de uma boa espada romana junto ao pescoço..."
A 1 de agosto de 2025, durante uma entrevista a André Ventura na CNN Portugal, o comentador Filipe Santos Costa confrontou o líder do Chega com o seguinte p̟ost de Maria Vieira no X, publicado uns dias antes e entretanto apagado, referindo apenas que era da autoria de uma autarca do Chegaː "Toda a gente sabe que a maioria dos fogos em Portugal e no Sul da Europa em geral são de origem criminosa e eu atrevo-me a dizer que muitos dos pirómanos são «imigras», legais e ilegais, sobretudo muçulmanos, que andam a fazer o trabalho que lhes encomendaram e pagaram para fazer". Ventura respondeu que "se calhar, são". 

### Negacionismo relativo à pandemia de CoViD-19, críticas a personalidades no contexto da pandemia de CoViD-19 e postura antivacinas
Em abril de 2020 - durante o primeiro estado de emergência declarado pelo governo nacional português devido à pandemia de covid-19 -, por ocasião das celebrações da Revolução dos Cravos, classificou as mesmas como "alarvidade" regurgitada pela "mulher loura", referindo-se à diretora-geral da Saúde, Graça Freitas, a propósito da autorização para a celebração da efeméride durante a pandemia, referindo-se aos participantes como “políticos abrileiros”, “gente anafada com mais de 60 anos”, que não corre “o risco de se constipar com o virus chinês”.
Em junho do mesmo ano, declarou-se indignada pela autorização de reabertura dos espetáculos, em particular o espetáculo Deixem o Pimba em Paz, de Bruno Nogueira e Manuela Azevedo, estreado na praça de touros do Campo Pequeno - com a presença do primeiro-ministro António Costa -, pelo facto de a referida autorização não contemplar as touradas, afirmando que se os artistas "forem de esquerda” ou “amiguinhos da ministra da Cultura”, tudo lhes é permitido, enquanto "aqueles que gostam de ver touradas, na Praça de Touros do Campo Pequeno, terão de se contentar a ver os toureiros acorrentados às portas do recinto, porque os espectadores das touradas não têm os mesmos direitos que os espectadores de eventos realizados pelos artistas fofinhos da Esquerda".
Em novembro de 2020, a sua conta de Facebook foi bloqueada pela rede social, após ter publicado um post onde referia que o novo coronavírus era "uma fraude", tendo migrado então para o Parler, rede enaltecida por Donald Trump e Bolsonaro. A ex-atriz afirmou ter sido censurada no Facebook por publicar "a verdade", dizendo que vivia uma realidade distópica orwelliana.
Em maio de 2021, Maria Vieira foi criticada depois de insinuar que a morte da atriz Maria João Abreu - vítima da rutura de um aneurisma cerebral -, ocorrida nesse mesmo mês, se teria devido à toma, por parte desta última, de uma das vacinas contra a CoViD-19. Sete meses mais tarde, após a morte do ator Rogério Samora, Vieira lançou muito subtilmente a mesma suspeita.
Em junho de 2022, depois de o cantor Justin Bieber anunciar que lhe havia sido diagnosticado o síndroma de Ramsay Hunt - exibindo, inclusivamente, sintomas visíveis do mesmo -, Maria Vieira declarou, sem qualquer fundamentação, que uma eventual toma de uma das vacinas contra a CoViD-19 estaria na origem do desenvolvimento do síndroma por parte da estrela canadiana, uma teoria da conspiração que se espalhou pela internet nesse mês. No mesmo mês - e numa altura em que em Portugal ainda era necessário usar máscara sanitária em espaços públicos, como transportes públicos ou estabelecimentos de saúde -, partilhou uma imagem que apelava ao não-uso de máscara, à recusa em apresentar o certificado da toma de uma das vacinas contra a CoViD-19 e à recusa de testes relativos à deteção do SARS-CoV-2, afirmando: "SABER DIZER NÃO!"
Em agosto de 2023, e a propósito de uma notícia do Público datada do mesmo mês e que dava conta de que "as vacinas contra a covid e a gripe [deveriam] ser dadas a partir dos 60 anos, a personalidade anteriormente conhecida pelos seus trabalhos na área da representação comentou o seguinte, valendo-se de uma conhecida teoria da conspiração: "Essas vacinas são instrumentos de morte utilizados para eliminar idosos, doentes oncológicos e doentes cardíacos. O objectivo da OMS que está ao serviço da NOM consiste em matar o maior número de pessoas possível para reduzir a população mundial. Não se vacinem, pela vossa saúde!" Declarou também que durante a pandemia de CoViD não tomou "nenhuma vacina" e que "não [fez] um único teste". Reagindo também a uma notícia do jornal online ECO, saída um dia antes, que anunciava que as farmácias comunitárias "[iriam] administrar vacinas contra a gripe a Covid-19", Parrachita escreveu algo semelhante: "Se não faleceram de morte súbita,enfarte do miocárdio ou aneurisma cerebral na anterior campanha «covideira»,vão ter agora uma nova oportunidade de falecer nesta nova campanha Outono/Inverno em que as «injecções» carregadinhas de veneno serão fornecidas na farmácia!" Ao comentar outra notícia, desta vez da TSF, que dava conta de que "cientistas britânicos [estavam a tentar] impedir [uma] nova epidemia" e que "a doença não [existia], mas que a cura [estava] a caminho, Vieira declarou que "[estava] em andamento uma nova fraude sanitária", escrevendo ainda o seguinte: "E aqueles «doutoures» que apareciam na TV a mandar pôr máscaras e a levar «injecções» vão voltar a sacar o deles..."
Em setembro de 2023, quatro meses depois de a Organização Mundial da Saúde (OMS) ter declarado o fim da pandemia causada pelo vírus SARS-CoV-2, Vieira teceu a seguinte afirmação, que mistura negacionismo relativamente à COVID, oposição às vacinas e homofobia: "Imaginem só que a OMS, liderada por aquele africano comunista, terrorista e corrupto, que dá pelo nome de Tedros Adhanom, resolveu apelidar a próxima variante «covideira» de «PIROLA»!!! Aposto que esta vai ser a primeira «PIROLA» que os «alegres» não vão querer pegar..." No mesmo mês, partilhou a foto de uma camisa com uma abertura na zona de um dos braços, tecendo os seguintes comentários: "Eis a camisa da Pfizer, indicada para todos os otários (...) que ainda acreditam nas «Fraudemias» anunciadas na porcaria da televisão! A vida dos «suicidas» que gostam de tomar veneno em forma de vacinas fica agora mais facilitada" e "essa estória da Covid foi a maior fraude sanitária da humanidade". No mesmo mês, volta a negar a existência da pandemia, ao afirmar o seguinte: "Ninguém apanhou Covid porque o (sic) Covid nunca existiu. As pessoas apanharam gripe como todos os anos apanham e muitas faleceram de pneumonia como todos os anos falecem. Eu própria apanhei gripe durante a «Palermia» e depois de tomar a medicação adequada fiquei boa após 3 ou 4 dias." Do mesmo modo, continuou a associar mortes de "milhares (velhos e jovens)", que aconteceriam "todos os dias", à toma de uma das vacinas contra a CoViD-19, inclusivamente a morte dos próprios sogros.
Também em setembro de 2023, Maria Vieira partilha uma captura de ecrã com a notícia falsa de que o médico francês Michaël Rochoy - que, de facto, consultou o certificado digital de vacinas contra a CoViD-19 de Emmanuel Macron no verão de 2021, sendo mais tarde alvo de um processo disciplinar por isso mesmo - não havia tomado a referida vacina. Além disso, Vieira afirmou também, sem qualquer tipo de fundamento, o seguinte: "Não foi só a «Macrona» que não levou a «jabada». As elites económicas e os líderes mundiais da ONU, da OMS, da UE e da NATO, não tomaram qualquer vacina. E os que foram vistos a ser injetados, como o MRS tomaram um simples soro para fazerem de conta que também foram vacinados!"

### Posições relativas a temas e personalidades LGBTQ+ e teorias da conspiração relacionadas
Em janeiro de 2021, Maria Vieira atacou e insultou José Carlos Malato, na sequência da expressão "triste fado" usada pelo apresentador, quando um fadista foi convidado a cantar num jantar pré-eleitoral de André Ventura. Em 2021, a atriz dirigiu, no Facebook, vários insultos de caráter homofóbico ao apresentador, que é homossexual assumido e pessoa não-binário assumida, utilizando uma fotografia do apresentador em tronco nu numa discoteca gay de Madrid, em 2010, tirada vários anos antes de o apresentador assumir publicamente a sua homossexualidade.
Em dezembro de 2021, já como deputada municipal de Cascais, fez, na Assembleia Municipal cascalense, afirmações que foram consideradas transfóbicas pela imprensa. Depois de se ter registado no Twitter - após uma vintena de bloqueios do seu perfil no Facebook -, em maio de 2022, apelidou, nesse mesmo mês, as mulheres trans de "pederastas que se julgam mulheres" e os homens trans de "lésbicas que se julgam homens", escrevendo noutro tweet que as pessoas trans "tinham graves problemas mentais".
Em janeiro de 2022, criticou o facto de terem sido escolhidos dois homens publicamente homossexuais - Cláudio Ramos e Manuel Luís Goucha - para a apresentação das galas semanais do Big Brother 2021. E não foi a única vez que a ex-atriz insultou Goucha - que na segunda metade da década de 2010 a tinha entrevistado pelo menos duas vezes no extinto talk-show Você na TV! , já na fase em que Vieira era conhecida pelos seus posts polémicos no Facebook, sendo que na segunda vez já era público e assumido o apreço da atriz por André Ventura -, pois nesse mesmo mês voltou a fazê-lo devido a uma entrevista - pelo menos a quarta - que o veterano apresentador de televisão fez a André Ventura, na pré-campanha para as eleições legislativas portuguesas de 2022. Em julho de 2023, referiu-se a Goucha e Cristina Ferreira como "cromos televisivos que passam a vida a promover a homossexualidade e a transexualidade na porcaria da pantalha e a fazer trocadilhos deprimentes e ordinários sobre sexo". Goucha respondeu no Facebook, afirmando que Vieira teria perdido "palco (...) por culpa própria", desmentindo que promovesse a homossexualidade ou a transexualidade e chamando-a de "feia" e "azeda". Em dezembro de 2024, voltou a tecer comentários semelhantes no Instagram.
Em maio de 2022, apelidou Filomena Cautela de "camionista sustentada pelos nossos impostos", escrevendo também que o falecido Raul Solnado devia "estar a dar voltas na campa" por causa da sua neta, Joana Solnado, referindo-se a uma foto em que tanto Filomena Cautela como Joana Solnado apareciam numa celebração afeta à comunidade LGBT.
Em meados do seguinte mês de junho, a sua conta no Twitter acabou por ser suspensa devido a violações das condições daquela plataforma por parte de Maria Vieira. A conta do Twitter de Maria Vieira acabou por ser reativada em julho de 2023, nove meses após a aquisição da plataforma por parte de Elon Musk, que reduziu o número de funcionários da secção de moderação de conteúdo e a quem tem sido atribuída uma maior permissividade em relação a contas de extrema-direita e que emitem discurso de ódio.
Em julho de 2023, escreveu no Twitter o seguinte, a propósito de fotografias de Nuno Markl, Vasco Palmeirim e Pedro Ribeiro vestidos a propósito do filme Barbie: "Reparem nestas 3 criaturas: 3 patetas alegres, 3 esquerdistas/caviar, 3 engraxadores do sistema, que vivem à pala dos contribuintes e que apesar de supostamente serem heterossexuais conseguem ser mais «alegres» do que muitos daqueles que gostam de atracar de popa!" Markl reagiu ao post afirmando que aquela que foi "uma das senhoras mais engraçadas que [ele] conhecia" se tinha "[transformado numa] estranha bola incandescente de ódio, intolerância, homofobia, xenofobia, confundindo ataques pessoais com opinião política e atribuindo a uma presumível perseguição política o facto de ninguém querer trabalhar com ela atualmente, sem perceber que é impossível trabalhar com alguém que, do nada, ataca colegas, ex-amigos, profissionais da sua área". Em agosto de 2023, voltou a tecer comentários de teor homofóbico, ao comentar aquele que seria o público do exitoso filme Barbie em Portugal.
Em julho de 2023, e a propósito de um debate sobre o resultados das eleições gerais espanholas desse mês na CNN Portugal, moderado pelo jornalista André Carvalho Ramos e em que um dos intervenientes foi Pedro dos Santos Frazão, deputado do Chega na Assembleia da República, voltou a publicar declarações homofóbicas, mais uma vez utilizando a palavra "alegre" como sinónimo, em tom pejorativo, de "homossexual" e referindo um caso de violência conjugal perpetrada pelo jornalista em questão: "Este jornaleiro que ontem passou o tempo a interromper o Pedro Frazão na CNNLIXO não é o alegre que foi condenado por violência doméstica por ter malhado no outro jornaleiro alegre que também integra os quadros jornaleiros da CNNLIXO?" No mesmo mês, comparou a sensibilização para temas LGBT+ entre os jovens nas escolas com a endoutrinação nazi, afirmando, num outro post, que "milhares de crianças adotadas por parelhas de homossexuais são abusadas mas na TV só na Igreja Católica é que existem pedófilos". Como resposta a um comentário a esse post, respondeu: "A esmagadora maioria dos homossexuais são pedófilos e eu, que trabalhei durante muitos anos com essa fauna, sei bem do que falo..."
Também em agosto de 2023, respondeu a um utilizador do X (antigo Twitter) o seguinte, referindo-se ao casamento entre pessoas do mesmo sexo (legalizado em Portugal em 2010): "Essa coisa do marido ser marido do marido não cabe na cabeça de um tinhoso!!! Dois homens juntos não formam um casal, formam uma parelha! Um casal é e sempre será formado por um macho e uma fêmea...". E, dezembro de 2024, voltou a tecer considerações semelhantes no Instagram - depois receber mais um bloqueio no Facebook por infração das regras da plataforma -, tendo em atenção uma notícia referente a um dos seus "alvos" preferidos, Manuel Luís Goucha, e o marido, Rui Oliveira Nunes. Em setembro de 2023, escreveu: "É isto que os heterossexuais devem fazer: celebrar o orgulho de serem pessoas normais e sãs (...) Pessoas que se aceitam tal como são e que não rejeitam o seu corpo devido a perturbações mentais."
Em agosto de 2023, fez um post no X, em que exibia duas fotografias de um homem trans jovem, antes e depois de o mesmo se ter submetido a uma mastectomia masculinizadora, deixando o seguinte comentário: "Cada vez há mais crianças e jovens que são formatados para serem homossexuais e para mudarem de sexo e depois deparamo-nos com estas tristes bizarrias que transformam meninas e meninos antes normais, (sic) em jovens perturbados que se mutilam para tentarem ser o que jamais serão!" Ainda nesse mês de agosto, insurgiu-se contra o facto de o Supremo Tribunal Federal do Brasil ter determinado que atos de homofobia e transfobia contra indivíduos sejam enquadrados como crime de injúria racial, utilizando o insulto homofóbico "maricas", e apelidou as jogadoras da Seleção Espanhola de Futebol Feminino de "feministas e lésbicas". No mesmo mês, Vieira partilhou uma captura de ecrã com o título de notícia falsa - publicada a 12 de março de 2023 e entretanto apagada - publicada pelo site Magg, do SAPO, que dava conta de uma situação que supostamente teria acontecido na Ilha de Man e que tinha o seguinte título: "Crianças traumatizadas após terem aulas sobre sexo oral e anal. "Mais pornografia do que educação."" Maria Vieira comentou o título da falsa notícia, afirmando o seguinte: "A luta contra a Ideologia de Género e contra a pervertida agenda LGBT+NÃOSEIOQUÊ ocupa um lugar primordial nas políticas do CHEGA. E eu, como Deputada Municipal do meu partido em Cascais, encaro essas duas pautas como alvos principais a abater!" Ainda em agosto de 2023, ao comentar a invasão, por parte de um grupo de cristãos ultraconservadores, de uma missa dirigida a pessoas LGBTQIA+ na Ameixoeira, em Lisboa, Vieira escreveu o seguinte: "Uma missa LGBT?! Será que essa missa foi rezada em prol das crianças que foram abusadas por padres pedófilos cuja maioria são homossexuais? Ninguém está interessado na vossa sexualidade «alegre», pratiquem-na em privado como toda a gente faz e deixem o resto do mundo em paz!" Além disso, partilhou uma fotografia em que duas crianças passam numa rua por entre quatro homens nus - uma foto que, ao contrário do que Vieira quis veicular, não foi tirada em qualquer evento de cariz LGBT+, mas sim no London Bike Event de 2017 -, com uma afirmação baseada no pânico moral gerado pela teoria totalmente infundada presente nos meios neoconservadores cristãos e de extrema-direita de que a melhoria dos direitos das pessoas LGBT+ e o reconhecimento das mesmas levaria a uma eventual descriminalização de atos pedófilos e ao reconhecimento da pedofilia como orientação sexual: "Esta imagem deprimente ilustra um desses cortejos LGBT que acontecem nos EUA, no Brasil e em vários países da UE. Continuem a dar ouvidos a «apresentadeiros» de TV, a actores fofinhos e a políticos de Esquerda que apoiam a agenda LGBT e em breve terão isto à porta da vossa casa!"
Em setembro de 2023, comentou o facto de o Parlamento Federal da Rússia ter aprovado a proibição dos procedimentos médicos de afirmação de género naquele país, tendo escrito o seguinte: "Estão a ver porque é que a porcaria das televisões, das rádios e dos jornais estão constantemente a dizer mal e a diabolizar o Putin e a Rússia? Pois é, o Putin não tolera palhaçadas da Ideologia de Género nem papa grupos LGBTEIROS..."
No mesmo mês, associou, a alegada comercialização de uma boneca com pénis e testículos, mas que apresenta de resto características (lábios, estilo de cabelo, roupa e adereços) associados ao sexo feminino com a "promoção da transsexualidade (sic) e da homossexualidade" e que este tipo de coisas era "lixo tóxico que visa normalizar a loucura e o modo de vida dos «travecos»!" Em resposta a um utilizador da rede social X, utilizou os adjetivos homofóbicos "picolhos" e "fongas", afirmando o desejo de que os homossexuais de ambos os sexos não se reproduzissem. Sem citar onde teria ido buscar os supostos dados em questão, escreveu, na mesma plataforma, o seguinte: "Estatísticas sobre a comunidade «LGBT»: Os «alegres» são apenas 3% da população e 40% deles são pedófilos. 55% dos «alegres» têm SIDA. 92% de crianças adotadas por parelhas de «alegres» são abusadas, 51% sofrem de depressão e 72% são obesas. Urge responsabilizar em vez de normalizar."
Ainda em setembro de 2023, e em resposta a comentário a um post trocista sobre um refugiado sírio que havia publicado antes, Vieira respondeu o seguinte, mais uma vez utilizando a palavra "alegres" como sinónimo de "gay": "Se calhar? É mais «alegre» que o Goucha, o Malato, o Herman, o Baião, o Cláudio Ramos e o Diogo Infante todos juntos."
Mais tarde, voltou a "usar" figuras públicas para criticar uma suposta promoção da homossexualidade, desta vez à conta de um beijo de brincadeira entre as atrizes Jessica Athayde e Inês Castel-Branco: "Essas «artistas» deram um beijo na boca para promover a homossexualidade, para agradar a quem as mantém na TV e para aparecerem nas revistas lidas por idiotas. Como foi um beijo «alegre» tá tudo bem, mas se fosse um beijo entre um homem e uma mulher já tava tudo mal." Acrescentou ainda o seguinte comentário: "A televisão portuguesa está infestada de homossexuais e de lésbicas. Os programas do "day-time" da SICLIXO, da TVILIXO, da RTPLIXO e da CMTVLIXO são todos apresentados por homossexuais!"
A propósito de uma crónica do Expresso, da autoria de Clara Não, em que aquela cronista afirma que "nem todas as mulheres menstruam e nem toda a gente que menstrua é mulher", Maria Vieira escreveu o seguinte, sugerindo que o jornal questão só publicaria "mentiras": "Parece que a Clara Não, (sic) é mas «não» deveria ser, (sic) uma jornalista do «Expesso», porque a Clara Não, (sic) não diz a verdade e ao invés de dizer a verdade regurgita mentiras!" Uns dias depois - e numa lógica conspiracionista relacionada com os novos movimentos ultraconservadores que declaram que o alargar dos direitos das pessoas LGBT levará à legalização e normalização da pedofilia e da zoofilia -, voltou a pegar no nome de Clara Não, partilhando uma falsa captura de ecrã de uma página do site do Expresso, em que se atribuía à cronista a seguinte afirmação: "As questões do consentimento no que toca a animais estão totalmente ultrapassadas. Se os animais não podem consentir o seu abate para consumo humano, o mesmo se aplica a actividades sexuais." Acompanhando as declarações falsamente atribuídas à cronista, Maria Vieira escreveu o seguinte: "O Expresso sempre foi um jornal de merd@ (sic), mas agora transformou-se num pasquim absolutamente hediondo! Mas como é que alguém dá espaço a esta Clara Não «Tem Juízo», (sic) para dizer bestialidades desta dimensão? Na foto, o cão dela parece estar a perguntar: «ó dona, posso te ir á (sic)...»!" Quando confrontada com o facto de captura de ecrã ser uma montagem e de Clara Não nunca ter escrito tais palavras, a deputada municipal do Chega afirmou que "[cabia] à senhora Não processar quem criou essa foto e a legenda que a acompanha e provar que as mesmas são falsas" e que "até lá [seria] só a liberdade de expressão". Afirmou ainda que Ricardo Araújo Pereira "também diz muitas coisas falsas na TV e ninguém o prende por causa disso..."
Após cerca de dez manifestantes de extrema-direita - entre os quais, havia dois elementos que tinham perturbado uma atividade da associação Évora Pride, em junho de 2023, e outros que haviam invadido a missa na Ameixoeira dedicada a pessoas LGBTQIA+, em agosto de 2023 - ter invadido a apresentação do livro infantil "No Meu Bairro" (livro que versa sobre inclusão de pessoas com características variadas, entre elas pessoas LGBT), em Lisboa, no dia 23 de setembro de 2023, Maria Vieira escreveu um post a congratular os manifestantes e classificando a obra como "mais um atentado à saúde mental das crianças por parte da maldita agenda LGBT+NÃOSEIOQUÊ!". Aproveitou ainda para escrever uma "ameaça" de teor homotransfóbico: "NÓS VAMOS ATRÁS DE VOCÊS, SEUS «ALEGRES» DE MERD@ (sic)"; "Essa corja de «alegres» e de «travecos» não terão descanso! Nós vamos atrás deles!". Ao responder a utilizadores do X que comentaram o referido post, continuou no mesmo tom: "Também conheço alguns (muito poucos) homossexuais que não concordam com essa agenda pervertida. Mas digo-lhe que convivi e trabalhei com «alegres» durante 40 anos e na generalidade, não tem gente mais cínica, mais invejosa, mais maldosa, mais traiçoeira e mais perversa do que essa"; "Uma das minhas maiores alegrias ao deixar a porcaria da televisão foi finalmente me poder livrar dessa fauna de picolhos! A esmagadora maioria dessa gente não interessa nem ao Menino Jesus! Distância é tudo o que eu quero da maioria dos maricas!" Mais tarde, partilhou uma captura de ecrã, traduzida para português, de um estudo de 2022 da rede de unidades médicas Vanderbilt University Medical Center, de Nashville (Tenessi, EUA) que mostrou que, entre os 3000 indivíduos homossexuais, bissexuais ou queer (LGBQ) entrevistados (num total de 60 mil pessoas entrevistadas), 83% haviam sofrido pelo menos uma experiência de infância adversa. No entanto, a captura partilhada por Maria Vieira não mencionava que o número de pessoas heterossexuais que declararam ter sofrido pelo menos uma experiência de infância adversa era de 26%. Para além disso, Maria Vieira relacionou esse alto número de abusos praticados contra pessoas LGBQ - e a pior saúde mental (nas palavras de Vieira, "perturbações mentais") como tendo origem nas orientações sexuais e nas expressões de género em questão, utilizando esse distorção das conclusões do estudo para desmerecer os livros infantis dedicados a temas LGBT, com a seguinte afirmação: "Para aqueles que apreciam estudos efetuados por especialistas e para os que publicam livros nojentos para sexualizar precocemente as crianças, eis este bonito estudo que prova que os «alegres» em geral foram vítimas de abusos e que por isso sofrem de perturbações mentais."
Comentou também uma declaração de Mariana Mortágua, líder do Bloco de Esquerda, em que a mesma afirmava que o objetivo do seu partido era tornar-se na terceira força política na Assembleia da República, ultrapassando o Chega e a Iniciativa Liberal. Maria Vieira fê-lo com um post lesbofóbico - Mariana Mortágua é lésbica assumida -, em que, para além de postar uma montagem que mostra Mortágua com barba, utiliza a expressão lesbofóbica "passar corredores a pano" (uma expressão que se refere ao ato do cunnilingus). Vieira já tinha utilizado a expressão um dia antes para classificar Lúcia Vicente, a autora de "No Meu Bairro".
Ainda em setembro de 2023, e no contexto de um post seu, depreciativo dos seis jovens portugueses que fizeram queixa contra 32 países no Tribunal Europeu dos Direitos Humanos, acusando esse grupo de países de não terem conseguido enfrentar a atual crise climática, a deputada municipal cascalense deixou o seguinte comentário: "Pior do que isto, só ter um filho picolho!" Na sequência de um comentário a esse post seu, Vieira voltou à homofobia: "O que nós precisamos é de um outro 25 de Novembro mas um daqueles que nos livre definitivamente dos socialistas, dos comunistas, dos globalistas, dos "wokistas" e dos mariconços!"
No dia 3 de outubro de 2023 - no mesmo dia em que foi difundido em vários sites um post do X de Maria Vieira, datada dia 28 do mês anterior, no qual a atual deputada municipal afirmava que a sua carreira artística, à conta das suas "posições políticas", tinha sido alvo de um "cancelamento" (confessando-se "farta de aturar mentirosos, cínicos, hipócritas, invejosos e maricas") e que, de qualquer forma, já tinha planeado abandonar a carreira de atriz aos 65 anos (na altura em que escreveu o post em questão, Vieira tinha 66 anos), a sua conta do X esteve indisponível durante um certo período de tempo. No dia seguinte a conta foi resposta, na sequência de a ex-atriz ter reclamado junto do site de Elon Musk o facto de a sua conta ter sido suspensa (ou, pelo menos, foi o que Vieira afirmou que fez). Vieira aproveitou também para escrever o seguinte sobre o assunto, recorrendo de novo ao epíteto homofóbico "alegre" e fazendo afirmações sem fundamento: "Os «jornaleiros» das revistas e das plataformas virtuais de notícias e os «alegres» que passam a vida a denunciar as minhas publicações nas [redes sociais] pensavam que me tinham silenciado, mas aqui no Twitter a Liberdade de Expressão ainda impera e por isso eu ainda cá estou e estarei!"
No dia 5 de outubro de 2023, uma mulher trans venceu pela primeira vez o concurso de beleza Miss Portugal. A antiga colaboradora de longa data de Herman José não deixou passar o tema em branco, escrevendo o seguinte na rede social de Elon Musk: "Mas qual mulher transgénero?!?! Isso não é uma mulher, isso é um homem! Essa criatura não tem útero nem ovários, essa criatura tem próstata! E as feministas apoiam isto? E as mulheres que concorrem a esses certames idiotas aceitam competir com isto?" Acrescentou ainda: ""Homem é homem e mulher é mulher. O resto são doentes mentais que precisam de tratamento psiquiátrico."
Tendo como plano de fundo a atual guerra entre o Hamas e Israel, Maria Vieira postou na sua conta do X uma foto, data de 2017, de manifestantes pertencentes ao USYD Queer Action Collective, uma associação de estudantes LGBT+ da Universidade de Sidney, em que três jovens carregam um cartaz em que está escrito "Queers for Palestine" ("Queers pela Palestina"), escrevendo o seguinte: "Estes picolhos e estas fongas não devem saber que nos países islâmicos os homossexuais são sovados, apedrejados, queimados e atirados do cimo de prédios! E depois esta gente doente da cabeça que apoia e acolhe assassinos, (sic) ainda exige ser respeitada pela maioria da sociedade!" Afirmou ainda, a propósito das pessoas homossexuais: "Esses pervertidos não se contentam em obrigar os outros a aceitar a sua orientação sexual e o seu modo de vida e pelo andar da carruagem, em breve exigirão que quem não concorde com eles seja preso!" Para além disso, apelidou os homossexuais de "cambada doentes mentais, de pedófilos e de abusadores sexuais de menores de idade". Ainda sobre este tema, aproveitou para comentar que "[lidou 40 anos com centenas de picolhos e [que] os interesses deles [se reduziam] a sexo, fama e dinheiro".
A 13 de outubro de 2023, escreveu que "[as] televisões (assim como os teatros) [estavam] infestadas de picolhos, de fongas, de pedófilos e de abusadores sexuais de menores" e que a sua "lista onde constam os nomes dessa fauna de abusadores já está em boas mãos..."
Apesar de todos estes comentários, Vieira diz constantemente "não [ter] nada contra os homossexuais".

### Postura relativa aos direitos das mulheres
Em setembro de 2023, declarou a sua opinião de que, quando uma homem mata uma mulher no contexto de uma relação, isso não constituiu feminicídio, escrevendo o seguinte: "A palavra «feminicídio» é só uma forma de descriminação (sic) que confere às mulheres uma espécie de privilégio ou de primazia em relação aos homens." No mesmo mês, partilhou uma captura de ecrã de um título de uma notícia do Correio da Manhã, datada de 14 de setembro de 2023 e cujo título era "Mais de 71 mil abortos nos últimos cinco anos em Portugal", acompanhado a imagem com o seguinte comentário antiaborto: "Eis o resultado da legalização do aborto, votada pela Esquerda portuguesa. Os contribuintes pagam os abortos das vagabundas que abrem as pernas sem antes se precaverem contra o risco de engravidar e milhares de fetos são mortos sem ter direito a viver a vida que Deus lhe deu." Respondendo a um utilizador do X, acrescentou um tom xenófobo à sua opinião sobre o tema, declarando que "muitas [dessas mulheres] nem portuguesas são".

### Outros comentários sobre figuras públicas portuguesas
Em abril de 2020, atacou Ricardo Araújo Pereira no Facebook, chamando-o de "vendido ao sistema" e acusando-o de falta de hombridade e coragem por não ter convidado André Ventura para o seu programa semanal, Isto É Gozar com Quem Trabalha. Em junho do mesmo ano, durante a contramanifestação "Portugal não é racista", referiu-se ao músico Agir - a propósito de um confronto na Internet entre este e André Ventura - como um "esburacado, que tem o corpo todo esborratado por fora e por dentro" que "não sabe cantar", um "esquerdopata que entretanto deixou de ganhar os trocados com que comprava o pó de arroz e que resolve ofender as pessoas de bem". Em agosto desse ano, chamou o cantor Diogo Piçarra de "oportunista mal encarado e mal formado, que já foi apanhado a plagiar uma música de outro compositor", na sequência de uma polémica envolvendo a atuação de Olavo Bilac num comício do Chega. Em setembro de 2020, insultou a apresentadora Catarina Furtado, chamando-a "lambisgoia" e "serigaita", depois de esta ter condenado os ideais de André Ventura.
Em janeiro de 2021, e na sequência de críticas feitas pela modelo internacional Sara Sampaio a André Ventura e ao Chega, Vieira atacou violentamente a modelo, apelidando-a de "sirigaita paga para despir e vestir roupa e para pousar seminua e figurar em capas de revistas dirigidas a leitores pouco exigentes".
Em maio de 2022, e tendo em conta que alguns anos antes os seus antigos colegas de trabalho Herman José e Ana Bola haviam comentado que não acreditavam que fosse Maria Vieira a escrever os seus posts no Facebook e que a mesma não teria léxico nem literacia suficiente para escrevê-los, Vieira chamou-os a ambos de "víboras invejosas" e de "dois dos piores seres humanos que [conheceu] na vida". Em agosto de 2023, culpou Herman José e Ana Bola, assim como "a comunicação social", pelo fim da sua carreira como atriz, afirmando que isso aconteceu em 2016, depois de se "assumir como uma mulher e um atriz conservadora e de Direita". Em outubro de 2023, voltou a tecer comentários negativos sobre Herman José, afirmando que o veterano do humor português, "como ser humano, não [valia] nada". Chamou ainda Herman de "exibicionista" e "narcisista elevado ao quadrado".
Em julho de 2023, escreveu um tweet sarcástico, em que comentava o divórcio entre Catarina Furtado e João Reis, tendo Maria Vieira assumido ter a noção de que a sua imagem pública atual é a de uma pessoa "muito má, azeda, seca, feia, racista, «fassista» (sic), homofóbica e xenófoba", chamando mais tarde Catarina Furtado de "lambisgoia" e João Reis de "cromo"; também em julho de 2023, mais uma vez no Twitter, chamou Ana Bola, com quem trabalhou durante vários anos, de "canastrona, mentirosa, cínica e hipócrita", gabando-se daquilo a que apelida "a [sua] carreira internacional", como fizera várias outras vezes.
Em setembro de 2023, escreveu na mesma rede social, agora intitulada "X", e sem referir os nomes de Carlos Castro e Renato Seabra, que o falecido cronista social era "um ser humano absolutamente asqueroso" e que Renato Seabra, "em vez de ter sido preso, deveria ter recebido uma medalha por ter "livrado Portugal" de Castro.
No mesmo mês, chamou a comediante Joana Marques de "pseudo-humorista sem ponta de graça, cujo humor consiste em mal dizer e humilhar pessoas na rádio e que age como um megafone do socialismo globalista", acrescentando ainda que "só soube da existência [de Marques] porque ela falou várias vezes mal de [si] num programa qualquer da rádio", referindo-se à rubrica Extremamente Desagradável. Em relação às duas radialistas que normalmente acompanham Joana Marques na dita rubrica, Ana Galvão e Inês Lopes Gonçalves, chamou-as a ambas de "lambisgoias", deixando ainda o seguinte homofóbico: "Uma delas é «camionista» e a outra não sei quem é". Acrescentou ainda o seguinte em relação a Joana Marques: "Eu tenho 1.48m de conservadorismo de ultra-direita e ela é só mais uma baixinha da esquerda-caviar que faz de conta que gosta muito dos pobrezinhos, dos pretos, dos castanhos e dos picolhos!"
Também em setembro de 2023, um utilizador do X perguntou a Maria Vieira se sabia que Herman José, com quem a ex-atriz trabalhou vários anos, era homossexual (o humorista nunca revelou publicamente a sua orientação sexual). Vieira deu a seguinte resposta, aludindo ao Processo Casa Pia e à denúncia que foi feita contra Herman José em 2003 (denúncias essas que acabaram por ser arquivadas): "E quem não sabe! E quem não se lembra que ele foi acusado por um miúdo de 16 anos por abuso sexual de menores? E quem não sabe que ele se safou por entre os intervalos da chuva? E quem não acha que o processo dele deveria ser reaberto e novas testemunhas deviam de (sic) ser ouvidas?" Revelou também que estaria disposta a testemunhar contra Herman: "Se a polícia fizer uma perícia no telefone dele aposto que por lá encontrará muita coisa de bradar aos céus. E se forem precisas testemunhas para dizer quem ele é e o que ele fez e faz, estou cá eu, o meu marido e uma outra pessoa muito credível." Não terminou a conversa com o dito utilizador do X sem deixar o seguinte comentário: "Assim que o processo dele sobre «Abuso Sexual de Menores» for reaberto e as testemunhas necessárias forem ouvidas muito será revelado." Ainda sobre as denúncias de 2003, Vieira acrescentou uma acusação séria: "“Quando o Herman foi acusado de abuso sexual de menores todos os actores que trabalhavam com ele foram coagidos a não falarem sobre o assunto nem sequer ao telefone. A pressão sobre todos nós foi enorme e o medo de sermos despedidos era constante…“ Garantiu também o seguinte em relação a Herman José: "Ele e muitas centenas como ele que vegetam no meio artístico há anos fazendo coisas inaceitáveis vão pagar em breve por tudo aquilo que fizeram sob a protecção de governos socialistas."
Em novembro de 2024, depois de a atriz Rita Blanco ter tecido um comentário sobre Maria Vieira no programa Irresistível, da SIC Mulher, Vieira, mais uma vez bloqueada no Facebook, respondeu no Instagram: "Eu sou a mesma que tu conheceste durante os muitos anos em que trabalhámos juntas, minha querida, a única diferença é que entretanto eu me assumi como uma mulher e uma actriz conservadora e de Direita e tu e todos os actores e jornalistas de Esquerda que antes achavam que eu era muito boazinha, acham agora que eu sou muito, mas muito mázinha (sic)..." Vieira aproveitou ainda para apelidar a apresentadora do programa, Bárbara Guimarães, de "boneca insuflável".

### Comentários sobre líderes políticos e teoria da conspiração relativamente à eleição presidencial brasileira de 2022
Em abril de 2023, chamou o então governo de António Costa de "mentiroso, incompetente e corrupto", afirmou que os resultados da eleição presidencial brasileira de 2022 - vencida por Lula da Silva e da qual Jair Bolsonaro saiu derrotado - tinham sido fraudulentos e que a TV Globo, rede para a qual Maria Vieira já tinha feito três produções, teria apoiado essa suposta fraude. Afirmou também que "milhares de portugueses (...) tiveram as suas vidas destruídas e (...) viram o seu país consumido pelo socialismo e pelo comunismo" na sequência da Revolução dos Cravos. Em setembro do mesmo ano, apelidou Costa de "indiano do capeta".
Em agosto de 2023, afirmou que Mário Soares tinha sido um "nojento socialista" e "um dos maiores canalhas que Portugal conheceu".
No mês seguinte, utilizou uma fotografia de um evento da Câmara Municipal de Lisboa, realizado também em setembro de 2023, que mostra o seu presidente, Carlos Moedas, a entregar uma das 1365 chaves - neste caso a um homem jovem - que foram entregues a habitantes da cidade como parte de um programa para mitigar o sério problema da habitação que a capital portuguesa atravessa atualmente, para lançar a suspeita de que tinha sido pelo facto de anteriormente ter republicado a foto no Facebook com um comentário crítico a Moedas (Vieira escreveu no Facebook o seguinte, por cima da foto: "o senhor presidente da voz fofinha, (sic) deu uma casa, (sic) a este pobre rapaz". se calhar nao (sic) havia familias (sic) necessitadas?") que o seu "bloqueio" no dia anterior naquela rede social da Meta tinha sido "[exigida pelo] gabinete do Moedas". Mais tarde, Vieira afirmou, sem qualquer base que não uma leitura superficial da aparência do jovem, que o mesmo só teria recebido uma das chaves por, na opinião dela, "[ou ser] um «imigra», ou (...) um «refugiadista», ou (...) um drogado, ou (...) um esquerdista, ou então (...) só um conhecido do Moedas..." Apelidou ainda Moedas de "coninhas" e "incompetente". Mais tarde, apelidou Inês Sousa Real de "«Anafada» que só mata alfaces, pepinos e tomates para encher o bandulho".
Em outubro de 2023, declarou que os resultados das eleições presidenciais norte-americanas de 2020 haviam resultado de fraude, o que vai na linha do que tem sido dito desde então pelo ex-presidente Donald Trump.

### Comentários em relação à RTP e à cultura financiada com dinheiro público
Em maio de 2022, e apesar de ter trabalhado em vários programas da RTP durante as décadas de 1980, 1990 e 2010 - estação financiada em parte com a chamada "taxa audiovisual" -, Maria Vieira afirmou o seguinte no Twitter: "O dinheiro público deverá ser utilizado exclusivamente para financiar a saúde, a educação, a segurança e as infraestruturas públicas e não para sustentar aqueles que optam por viver das artes e do entretenimento! Ser artista com o dinheiro dos outros é roubo!"
No mês seguinte, afirmou que a RTP - estação para a qual fez várias produções - era “um poço sem fundo” que “[sugava] o dinheiro dos [impostos dos portugueses]", que “[continuava] a servir de megafone ao Estado socialista" e que os apresentadores da rede pública de média faziam "propaganda (...) ao globalismo, ao marxismo-cultural (sic), à homossexualidade e à maldita Ideologia de Género“. No mesmo mês, defendeu a privatização da empresa pública, partilhando uma captura de ecrã viral de uma notícia de 2013 (ou seja, nove anos antes) do site Notícias ao Minuto, difundido a mesma como se a notícia tivesse saído em 2022. Na verdade, o valor da taxa de audiovisual manteve-se inalterado em 2022, pelo sexto ano consecutivo.
Em outubro de 2023, revelou que, no Gabinete de Estudos para a Cultura e Identidade da Distrital de Lisboa do Chega, que recentemente passara a integrar, "[fazia] por dificultar a vida dos artistas parasitas e canastrões que vivem á (sic) conta do erário público". No dia 12 desse mesmo mês, e a propósito de uma notícia do Correio da Manhã desse dia que dava conta de que o Orçamento de Estado de 2024 para o Ministério da Cultura apontava para uma despesa total de 781,7 milhões de euros, sendo que, dessa quantia, 272,3 milhões seriam destinados ao financiamento da RTP, a ex-atriz mostrou, mais uma vez, a sua indignação, exigindo a privatização do serviço público de multimédia, recorrendo, mais uma vez, ao insulto pessoal: "O Estado socialista vai injectar mais de 272 milhões de Euros na RTP! Não há dinheiro para pagar a médicos, enfermeiros e professores, mas há dinheiro para sustentar inúteis e palhaços como a Catarina Furtado, o Malato, o Nuno Markl ou o Herman José! #privatizemartp" Acrescentou ainda: "A RTP é um megafone socialista! E o dinheiro que por lá corre serve para sustentar uma cambada de inúteis e de parasitas que o povo nem sequer está interessado em ver, tendo em conta as audiências miseráveis que essa emissora tem. E por lá, o "lobby gay" é de bradar aos céus..."

## Reações àpersonapolítica eonlinede Maria Vieira
Em junho de 2020, e referindo-se a uma foto de Maria Vieira - segundo Ana Bola, uma foto em que Maria Vieira interpretava uma personagem de um filme -, o realizador Vicente Alves do Ó confessou que achava que o olhar da ex-atriz revelava uma "tristeza tão grande disfarçada de ilusão política". Em resposta, Ana Bola afirmou que Vieira andava "triste e revoltada, há muitos anos, por várias razões" e que achava que a ex-atriz "transformou essa tristeza em ódio por tudo o que mexe, e, sobretudo, por quem tem sucesso na profissão". Acrescentou ainda que Maria Vieira "sempre foi frágil, insegura, 'diferente', portanto, foi atingida e não foi pouco" e que a ex-atriz "não deixa de ser uma vítima".
Em janeiro de 2021, Catarina Furtado reagiu aos insultos e acusações proferidos contra si por Maria Vieira em setembro de 2020, reafirmando o seu apreço por Vieira, com quem conviveu e contracenou no passado, afirmando que a atriz "[precisava] de ajuda", ou seja, dando a entender que a Vieira sofria de problemas psicológicos. Catarina Furtado não foi a única figura pública a questionar a sanidade mental da antiga atriz: em julho de 2023, e na sequência de críticas que Maria Vieira fez a Nuno Markl, Manuel Luís Goucha e Ana Bola, Elma Aveiro, uma das irmãs de Cristiano Ronaldo, afirmou, no Instagram, que Vieira "[estava] completamente doente da cabeça". Em outubro de 2023, num programa da RTP África, Catarina Furtado referiu que a ex-atriz tinha sempre “[algo] muito burro a dizer (...), algo muito burro e ofensivo".
Tendo em conta a relação que a atriz possui com o Chega e os seus posts online, em outubro de 2021 o jornalista e escritor Luís Osório escreveu no Facebook que Vieira era a "porta-voz dos que têm vontade de destruir e dividir" e que ela desempenhava "o papel tenebroso de uma mulher que odeia e defende gente sem escrúpulos, gente racista, homofóbica, agressiva e ignorante". Osório escreveu também que Maria Vieira não podia ser desvalorizada nem ser tratada "como se fosse apenas uma maluquinha" e que o papel dela passava "por dizer o que Ventura, o seu líder, não pode dizer", considerando Vieira "muito mais perigosa do que a larga maioria das pessoas pensa", devido à suposta influência que esta possui junto do público, fruto de décadas de trabalho como atriz bem conhecida junto do grande público português. Em maio de 2025, Osório voltou a falar de Maria Vieira, na sua rubrica Postal do Dia, afirmando que "Vieira  nem sequer é de direita. É apenas uma mulher que diz coisas horríveis. Que é má, perversa, pouco séria".
Em março de 2023, a atividade de Maria Vieira nas redes sociais valeu à mesma uma nomeação no Prémio Unicórnio Voador 2022, um evento satírico da Comunidade Cética Portuguesa (Comcept). A antiga atriz "disputou" a categoria Grafonola com Gustavo Santos - a quem foi atribuído este prémio pela segunda vez - e Alexandra Solnado, sendo Maria Vieira caracterizada pela Comcept como "[a] encarnação viva daquele familiar que sempre gostou de ser do contra, mas que piorou ainda mais quando descobriu o Facebook, passando as verdades alternativas e teorias da conspiração a ser o seu único tema de conversa nas reuniões de família". Foi ainda descrita pela associação como tendo "opinião sobre tudo", "como se fosse uma espécie de ChatGTP (sic) de carne e osso, só que programada para dar sempre respostas opostas à realidade".
Em agosto de 2023, a personalidade televisiva Nuno Graciano - que foi o candidato cabeça-de-lista do Chega à Câmara de Lisboa nas eleições autárquicas de 2021 - elogiou Maria Vieira, dizendo num programa da TVI que ela lhe parecia "inteligente" e que a ex-atriz não precisava que o marido escrevesse os seus textos por ela.
Em setembro de 2023, depois de um utilizador do X acusar Maria Vieira de não escrever os textos que são publicados em seu nome nas redes sociais, afirmando ser o marido da mesma, Fernando Rocha, a escrevê-los, Vieira respondeu com agressividade: "Os idiotas como tu ainda insistem nessa tecla vomitada por uns quantos picolhos e por algumas putas que trabalharam comigo." De referir que, alguns anos antes, tanto Herman José como Ana Bola haviam afirmado que acreditavam que não seria Vieira a escrever os textos das suas redes sociais, mas sim o marido de Vieira. Em 2021, Bruno Nogueira, afirmou, com todas as letras, que não era Maria Vieira que escrevia os textos publicados nas redes sociais, mas sim o marido da mesma, afirmando o seguinte: "Não há possibilidade de uma pessoa que fala de uma maneira ter um português e um recurso a metáforas e a adjetivos e verbos e palavras que nunca foram usados em discurso falado". Em 2023, voltou a reafirmá-lo, acrescentando que Maria Vieira atacava as pessoas pela sua sexualidade e que acusava "toda a gente (...) de tudo, de mentiras". Disse ainda que o facto de pessoas como Maria Vieira não conseguirem trabalho "não tem a ver com as suas escolhas políticas", mas sim "com o facto de se terem transformado em más pessoas". Maria Vieira já afirmou várias vezes que os textos são da sua autoria, classificando, inclusive a crença de que seria o marido a escrevê-las como algo "sinistro", em 2019, no programa Júlia, da SIC, e que aquilo que Herman José e Ana Bola haviam afirmado seria um "boato" destinado a "denegrir a [sua] imagem".
Em novembro de 2024, a atriz Rita Blanco - com quem Maria Vieira havia contracenado no filme A Gaiola Dourada, de 2013 -, questionada por Bárbara Guimarães no programa Irresistível, da SIC Mulher, afirmou que diria o seguinte a Vieira: "O que é que te deu agora para estares com esse feitiozinho? Agora com a idade é que te veio o feitio?"
Em maio de 2017, um grupo do Facebook intitulado "Bloqueados por Maria Vieira" contava com mais de 450 membros.
Desde que assumiu a sua posição política de direita radical e se tornou conhecida pela maledicência, a atriz já foi satirizada várias vezes pela humorista Joana Marques, na sua rubrica radiofónica de sucesso Extremamente Desagradável, e por Bruno Nogueira e João Quadros, na extinta rubrica radiofónica Tubo de Ensaio - cujo último episódio foi para o ar em junho de 2022 -, sendo também frequentemente parodiada na longeva rubrica de humor Portugalex, da Antena 1/RTP,  onde o papel de Maria Vieira é assumido, curiosamente, por Manuel Marques, ator com que Vieira costumava contracenar no programa HermanSIC (2000-2006) e Hora H (2007). Em 2017, o contraste entre a imagem pública da Maria Vieira "antiga", tida como uma pessoa afável pela generalidade do público, e a da "nova" Maria Vieira, "maléfica", preconceituosa e "viciada" no Facebook, foi abordado num sketch do programa de humor Donos Disto Tudo (2015 - 2018). Em maio de 2025, a maledicência e o discurso de ódio de Vieira foram satirizados num episódio do programa da web Conteúdo do Batáguas, de Diogo Batáguas.

## Vida pessoal
Maria Vieira tem um companheiro, Fernando Duarte Rocha, desde a década de 1980. Os dois casaram em 2011.
Maria Vieira tem uma filha (nascida em 1977 ou 1978), fruto do seu primeiro casamento. Tem também um neto (nascido em 2004 ou 2005).
Em 2003, um abcesso que a então atriz tinha num ovário rebentou. Isto levou a que Maria Vieira acabasse por ter de passar por uma cirurgia, devido a uma peritonite, sendo que os médicos acabaram por descobrir que o problema já tinha feito com o corpo de Vieira desenvolvesse uma condição de septicemia. Maria Vieira acabou por passar 27 dias em coma induzido. Em relação a essa fase extremamente complicada da sua vida, Maria Vieira afirma o seguinte: "Morri".
Num post do X datado de agosto de 2023, quando se realizava a Jornada Mundial da Juventude desse ano em Portugal, Maria Vieira afirmou o seguinte: "Não sou católica,protestante ou evangélica. Sou apenas uma cristã que tenta cumprir os desígnios de Deus".